# Ramadan Sobhi
Ramadan Sobhi Ramadan Ahmed (arabisk: رمضان صبحي رمضان أحمد; født  23. januar 1997) er en egyptisk professionel fodboldspiller, som spiller for den egyptiske Premier League-klub Pyramids FC og Egyptens landshold.

## Klubkarriere

### Al Ahly
Sobhi kom igennem ungdomsakademiet hos Al Ahly, og gjorde sin førsteholdsdebut i 2014.

### Stoke City
Sobhi skiftede i juli 2016 til Stoke City.

### Huddersfield Town
Efter Stoke var rykket ned, skiftede Sobhi i juni 2018 til Huddersfield Town. Det lykkedes dog aldrig Sobhi at etablere sig hos Huddersfield, og spillede aldrig en kamp for klubben i startopstillingen.

#### Leje til Al Ahly
Sobhi vendte tilbage til Al Ahly i januar 2019 på en lejeaftale. Lejeaftalen blev i juli 2019 forlænget til også at inkludere 2019-20 sæsonen.

### Pyramids FC
Sobhi skiftede i september 2020 til Pyramids FC i hans hjemland på en fast aftale.

## Landsholdskarriere

### Ungdomslandshold
Sobhi har repræsenteret Egypten på flere ungdomsniveauer. Han var i 2019 med til at vinde U/23-Africa Cup of Nations, og blev kåret som turneringens bedste spiller.

### Olympiske landshold
Sobhi var del af Egyptens trup til sommer-OL 2020.

### Seniorlandshold
Sobhi debuterede for Egyptens seniorlandshold den 14. juni 2015.
Han var del af Egyptens trup til VM 2018 og til Africa Cup of Nations i 2017 og 2021.

## Titler
Al Ahly
- Egyptiske Premier League: 4 (2013–14, 2015–16, 2018–19, 2019–20)
- Egyptiske Super Cup: 3 (2014, 2015, 2018)
- CAF Confederation Cup: 1 (2014)

Egypten U/23
- Africa U/23 Cup of Nations: 1 (2019)

Individuelle
- Africa U/23 Cup of Nations Turneringens spiller: 1 (2019)
- Africa U/23 Cup of Nations Turneringens hold: 1 (2019)